# Zwitsers honkbalteam

De Zwitserse vlag.

Het Zwitsers honkbalteam is het nationale honkbalteam van Zwitserland. Het team vertegenwoordigt Zwitserland tijdens internationale wedstrijden.
Het Zwitsers honkbalteam sloot zich in 1982 aan bij de Europese Honkbalfederatie (CEB), de continentale bond voor Europa van de IBAF.

## Kampioenschappen

### Europees kampioenschap
Zwitserland nam één enkele keer deel aan het Europees kampioenschap honkbal. De 12e plaats werd behaald.
| Editie    | 2023 |
| Prestatie | 12e  |